# Joseph Mallord William Turner
Joseph Mallord William Turner, tudi J. M. W. Turner, (krščen 14. maja 1775, London–19. december 1851, Chelsea, London) je bil angleški slikar in grafik, največji slikar barv, svetlobe, prostora in ozračja v 19. stoletju na pragu impresionizma. Turner je bil zelo sporna osebnost v svojem času.
Čeprav je znan po svojih oljnih slikah, je bil Turner tudi eden največjih mojstrov britanskega akvarelnega krajinskega slikarstva in bil splošno znan kot "slikar svetlobe".

## Življenjepis
Joseph Mallord William Turner je bil krščen 14. maja 1775, vendar njegov datum rojstva ni znan. Na splošno velja prepričanje, da je bil rojen med koncem aprila in v začetku maja. Turner je sam trdil, da se je rodil 23. aprila, vendar za to ni dokazov. Rodil se je v Maiden Lanu v Covent Gardnu v Londonu v Angliji. Njegov oče William Turner (1745–1829) je bil brivec in lasuljar. Njegova mati Mary Marshall je bila iz družine mesarjev. Mlajša sestra Mary Ann se je rodila septembra 1778, a je umrla že avgusta 1783. Mati je umrla leta 1804 in mladi Turner je bil poslan k stricu Josephu Mallordu Williamu Marshallu v Brentford, majhno mestece na bregovih reke Temze, zahodno od Londona. Okoli leta 1786 je odšel v Margate na severovzhodni obali Kenta. Tukaj je narisal serijo risb  mesta in okolice, kar je naznanjalo njegovo kasnejše delo. V Margate se še večkrat vračal. V tem času so bile Turnerjeve risbe razstavljene v očetovi izložbi in so se prodajale za nekaj šilingov. Leta 1789 je Turner spet ostal pri svojem stricu, ki se je upokojil, v  Sunningwellu v Berkshiru (zdaj del Oxfordshira). Iz tega časa so ohranjene skicirke, pa tudi akvarel Oxforda. Uporaba svinčnika za skiciranje na terenu kot temelj za poznejšo izdelavo slike je bil bistveni delovni Turnerjev slog v njegovi celotni karieri.
Študiral je na londonski Kraljevi akademiji (Royal Academy), na kateri je bil kasneje profesor. Po svojem prvem obisku Italije leta 1819 je eksperimentiral z novo obliko naturalizma v svojih krajinah, ki je temeljil na točnem opazovanju brez uporabe idealiziranih ali stiliziranih oblik, tedaj uveljavljenih v romantičnem slikarstvu. Nekoč se je z vrvjo privezal na jambor ladje Ariel, da bi iz prve roke izkusil udarec snega, dima, vetra in vode. Ta izkušnja mu je koristila pri več slikah (npr. Parnik pred vhodom v pristanišče, 1842).
J. M. William Turner je skupaj z Johnom Constablom zaslužen za novo obravnavo krajine v slikarstvu, kar je zelo vplivalo na evropsko umetnost. V krajinsko slikarstvo je uvedel spoštovanje do točnega kraja, verovanj, da je običajen prizor vreden slikanja in da so spremenljiva svetloba in vremenske razmere ključni sestavni del krajine.

## Osebno življenje
Starejši ko je bil, bolj ekscentričen je postajal. Imel je malo dobrih prijateljev, razen očeta, ki je živel z njim 30 let in delal kot njegov študijski pomočnik. Očetova smrt leta 1829 je nanj zelo vplivala, imel je napade depresije. Nikoli ni bil poročen, vendar je imel razmerje s starejšo vdovo Sarah Danby. Verjel je, da je bil oče njenih dveh hčera, ki sta se rodili leta 1801 in 1811.
Kasneje je imel razmerje s Sophio Carolino Booth, ko je umrl njen drugi mož. Približno 18 let je kot "gospod Booth" živel v njeni hiši v Chelseai.

## Smrt
Turner je umrl 19. decembra 1851 zaradi kolere v hiši svoje ljubice Sophie Caroline Booth v Cheyne Walk v Chelseai. Njegove zadnje besede naj bi bile "Sonce je Bog". Na svojo zahtevo je bil pokopan v stolnici svetega Pavla, v kateri leži zraven sira Joshue Reynoldsa. Njegova zadnja razstava na Kraljevi akademiji je bila leta 1850.

## Dela
J. M. William Turner je slikal v olju in akvarelu z močnimi svetlimi in zračnimi barvami, barvno razpršeno ozračje, oblike in motive. Slikati je začel v duhu romantične nagnjenosti do ruševin in gotike pod delnim vplivom Clauda Lorraina, Nicolasa Poussina in holandskih krajinarjev. Njegovo zanimanje se je nato vrtelo samo okoli barve in ozračja. V delih zadnjega desetletja življenja (Dež, para in hitrost, 1844) je slikal čiste vizije poetskih doživljajev čarov svetlobe in barve, osiromašene skoraj vsakega opisa. V svojih vizionarskih slikah je premagoval empirična dejstva v korist "vzvišenega", fluidnega sveta, v katerem se sedanjost raztaplja v preteklosti, vizualna izkušnja v spominu, posamično postaja univerzalno, izginjajoče v brezčasnem prikazu.
Slika Požar londonskega parlamenta, 16. oktober 1834, ki je v dveh različicah, naslikana po skicah, nastalih v noči požara, postaja vizija apokalipse. Slika stare ladje admirala Nelsona (Zadnja vožnja ladje Tèmèraire, 1838) je žalosten simbol ljudske usode.
Njegova izredna vizija narave je bila ključna za razvoj slikarstva v 19. stoletju in je močno vplivala na evropske realiste. Nefigurativna umetnost 19. in 20. stoletja je pogosto oživljala Turnerjevo uporabo svetlobe in barve. Njegova igra svetlobe v naravnih oblikah je del ne samo impresionističnih in postimpresionističnih del, ampak tudi abstraktnega slikarstva Paula Kleeja in nasilne narave abstraktnega ekspresionizma Mattie Morenija.
- Jezero Buttermere, okoli 1798, Cumberland
- Izbruh Vezuva 1817, akvarel, 28,6 x 39,7 cm, New Haven
- Požar londonskega parlamenta 16. oktobra 1834–35, olje na platnu, 92 x 123 cm, Umetnostni muzej, Cleveland, Ohio, ZDA
- Kanal Grande v Benetkah, 1835, olje na platnu, 91 x 122 cm, Metropolitanski muzej, New York
- Dvorec Norham, 1837, Tatova galerija v Londonu
- Zadnja vožnja ladje Tèmèraire, 1838, 1839
- Ladja s sužnji (sužnje vržejo v morje pred prihajajočim tajfunom), 1840, olje na platnu, 90,8 x 122,6 cm, Umetnostna galerija, Boston
- Svetloba in barva (Goethejeva teorija o barvah), 1843, Narodna galerija, London